# بریته کیار
بریته کیار (به انگلیسی: Birthe Kjær) (زاده ۱ سپتامبر ۱۹۴۸) خواننده دانمارکی است.
او نماینده دانمارک در مسابقه آواز یوروویژن ۱۹۸۹ بود.